# Trou bleu (géologie)
Pour les articles homonymes, voir Trou bleu.

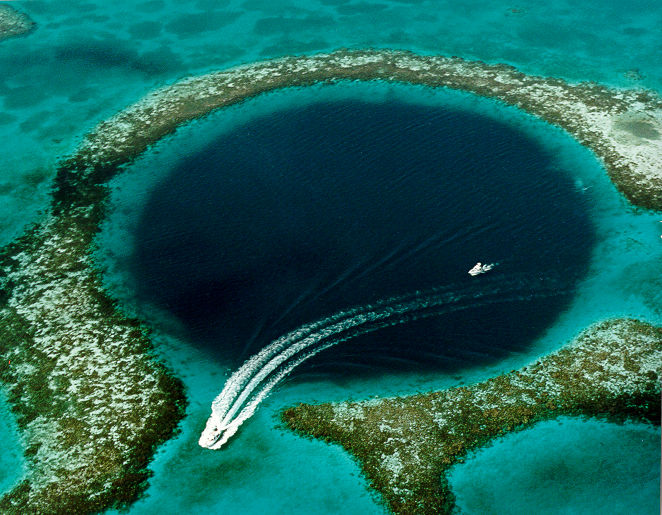
Le Grand Trou Bleu au Bélize, l’un des plus célèbres trous marins.

Un trou bleu (Blue hole en anglais), également appelé « trou marin » est une excavation sous-marine (grotte, doline ou cénote) immergée.
Généralement circulaires et aux parois abruptes, ils doivent leur nom au fort contraste entre le bleu foncé dû à la profondeur et le bleu turquoise des rochers et autres récifs alentour. La circulation de l’eau étant mauvaise, avec l'augmentation de la profondeur et la diminution de la teneur en oxygène, l'environnement devient défavorable à la prolifération de la vie animale ou végétale.

## Formation
Les trous bleus se sont formés pendant la précédente glaciation, quand le niveau de la mer était une centaine de mètres plus bas qu’à l’heure actuelle. Ces formations furent soumises à l’altération chimique du calcaire principalement par l’eau de pluie, rendue acide par la végétation. Elle s’infiltra dans le sol, érodant et dissolvant le sous-sol en y creusant de vastes cavités souterraines. Par la suite, le plafond de ces cavités s’effondra, ce qui créa ces fameux gouffres, recouverts ensuite par la mer lors de la fonte de la calotte glaciaire.

## Trous bleus notables

### Mexique
Le plus profond du monde est le trou bleu Taam Ja', situé dans la baie de Chetumal, à l'angle sud-est de la péninsule du Yucatán, au Mexique, avec une profondeur supérieure à 420 mètres.

### En Chine
Le trou bleu du dragon, en Chine, était auparavant considéré comme le plus profond avec 300 mètres. 

### Au Bélize
Le Grand Trou Bleu, dans un atoll proche des côtes du Bélize, a quant à lui une profondeur de « seulement » 120 mètres.

### Aux Bahamas
Les îles Andros aux Bahamas dans les Caraïbes présentent une exceptionnelle concentration de trous bleus, avec 178 trous bleus en mer et au moins 50 à terre[réf. nécessaire].

### En Égypte
Un autre trou bleu célèbre, notamment par le nombre de décès de plongeurs survenus en son sein, est le Blue Hole de la mer Rouge en Égypte.